# Туксанбаєво
Туксанба́ево (рос. Туксанбаєво, башк. Туҡһанбай) — присілок у складі Міякинського району Башкортостану, Росія. Входить до складу Єнебей-Урсаєвської сільської ради.
Населення — 128 осіб (2010; 172 в 2002).
Національний склад:
- башкири — 98 %